# Dima Bilan
Dima Nikolajevič Bilan (rusko Ди́ма Била́н, rojen kot in do julija 2008 Viktor Nikolajevič Belan (Виктор Николаевич Белан), ruski pevec pop glasbe, * 24. december 1981, Ust-Džeguta, Sovjetska zveza (danes Rusija).
Dima Bilan je v Rusiji predvsem med mladimi močno priljubljen pevec, njegove pesmi zasedajo visoka mesta na ruskih glasbenih lestvicah. Zunaj domovine je postal širše znan leta 2006 kot ruski predstavnik na Evroviziji 2006, ko je s pesmijo Never let you go zasedel drugo mesto. Rusijo je ponovno zastopal na evrovizijskem izboru 2008 s pesmijo Believe. V finalnem večeru 24. maja 2008 je z 272 dobljenimi točkami zmagal pred drugouvrščeno ukrajinsko predstavnico.
Slekel se je tudi za neko revijo: več tu
Kot gost je nastopil na finalnem izboru slovenskega izbora EMA 2009.

## Albumi
- 2003 Ja nočnoj huligan (Я ночной хулиган)
- 2004 Na beregu neba (На берегу неба)
- 2006 Vremja-reka (Время-река)
- 2008 Protiv pravil (Против правил)
- 2009 Believe

## Singli
- 2003 Ja nočnoj huligan (Я ночной хулиган)
- 2005 T'i dolžna rjadom b'it' (Ты должна рядом быть)
- 2005 Kak hotel ja (Как хотел я)
- 2005 Ja tebja pomnju (Я тебя помню)
- 2006 Ëto b'ila ljubov' (Это была любовь)
- 2006 Never Let You Go (Evrovizija 2006)
- 2006 Nevozmožnoe vozmožno (Невозможное возможно)
- 2007 Vremja reka (Время река)
- 2007 Number One Fan
- 2007 Gore-zima (Горе-зима)
- 2008 Believe (Pesem Evrovizije 2008)